# اگر ۳۱۰۳
سیارک ۳۱۰۳ (به انگلیسی: 3103 Eger، نامگذاری:1982BB) سه هزار و صد و سومین سیارک کشف شده‌است که در ۲۰ ژانویه ۱۹۸۲ کشف شد.
قدر مطلق سیارک برابر ۱۵٫۳۸ است.